# Север Антіохійський
Север Антіохійський (грец. Σεβῆρος; сир. ܣܘܪܘܣ ܕܐܢܛܝܘܟܝܐ‎) (бл. 459 / 465–538) відомий також як Север Газський, патріарх Антіохійський. Шанується як святий Орієнтальними православними церквами, крім Вірменської та Ефіопської. День його пам'яті — 8 лютого.
Север народився в м. Созополісі Пісідійському, у 459 або 465 р., у заможній християнській родині. Пізніші монофізитські джерела стверджують, що батьки його були язичниками. Батько його був сенатором у місті Созополь, дідусь по батьківській лінії мав таке ж ім'я Север був єпископом, брав участь у ІІІ Вселенському соборі в м. Ефесі 431 р. Після смерті батька у 485 р. вирушив до Александрії Єгипетської для навчання граматиці, риториці і філософії, грецькій і латині. В Александрії він знайомиться з Захарією Мітіленським (465—536) церковним істориком і ритором. Останній переконав його у необхідності читати твори Григорія Богослова (329—390) і Василія Великого (329—379) особливо його листування з відомим ритором, представником пізньої софістики Лібанієм (314—394).